# Одинцов Артем Юрійович
Артем Юрійович Одинцов (нар. 9 листопада 2000, Харцизьк, Україна) — український футболіст, воротар угорського клубу «Діошдьйор».

## Ігрова кар'єра
Артем Одинцов нарожився у місті Харцизьк, Донецька область. Футболом почав займатися в місцевій футбольній академії. пізніше переїхав до Маріуполя, де грав за команду аматорського рівня. 
У 2017 році воротар продовжив грати у футбол у молодіжній команді «Мункач» із Закарпаття. А вже через рік став гравцем молодіжного складу угорського клубу «Кішварда». З грудня 2020 року воротаря почали залучати до матчів першої команди. І в травні 2021 року Одинцов зіграв першу гру в основі. У липні 2022 року Артем Одинцов також дебютував в першій команді у матчі Ліги конференцій проти казахстанського «Кайрата». Загалом в основі «Кішварда» Одинцов провів 10 матчів в чемпіонатц країни.
Влітку 2023 року Одинцов перейшов до клубу Другого дивізіону «Діошдьйор», в якому працює український тренер Сергій Кузнецов. І 1 жовтня воротар дебютував у новій команді.